# Повітряний поцілунок (фільм)
«Повітряний поцілунок» («Воздушный поцелуй») — радянський художній фільм 1991 року, знятий режисером Абаєм Карпиковим.

## Сюжет
Юна медсестра Настя напередодні благополучного шлюбу з коханою людиною, успішним лікарем, має сумніви, продиктовані бажанням самоствердитися. Зовсім несподівано дівчина віддає перевагу травмованому автогонщику, який потрапив до лікарні.

## У ролях
- Катрі Хорма — Настя, медсестра
- Олег Рудюк — Сергій Володимирович
- Костянтин Роднін — Коля
- Валентин Нікулін — Михайло Ілліч
- Павло Соколов — Денис Трохимович
- Надія Резон — Люся
- Лариса Маркар'ян — лікар
- Валентина Губська — санітарка
- Валентин Сефер — Андрій, гонщик
- Олексій Золотухін — епізод
- М. Васильєва — епізод
- М. Гаврилюк — епізод
- Марина Дєєва — епізод
- Є. Пушкарьов — епізод
- Д. Романенко — епізод
- І. Соколова — епізод
- І. Ярига — епізод

## Знімальна група
- Режисер — Абай Карпиков
- Сценаристи — Абай Карпиков, Ігор Побережський
- Оператор — Георгій Гідт
- Композитор — Віктор Власов
- Художник — Олексій Золотухін